# Massacre de l'aeroport de Lod
La massacre de l'aeroport de Lod fou un atemptat ocorregut el 30 de maig de 1972, en el que tres membres de l'Exèrcit Roig Japonès, reclutats pel grup armat palestí Front Popular per a l'Alliberament de Palestina-Operacions Externes (FPAP-OE), atacaren l'aeroport de Lod (des de 1975 Aeroport Internacional Ben Gurion), prop de Tel-Aviv, assassinant a 26 persones i ferint 80 més. Dos dels atacants foren assassinats, mentre un tercer, Kōzō Okamoto, fou capturat després de ser ferit.
Les víctimes mortals corresponen a 17 pelegrins cristians de Puerto Rico, un ciutadà del Canadà, i vuit d'Israel, incloent al professor Aharon Katzir, un biofísic internacionalment conegut. Katzir fou cap de l'Acadèmia Nacional Israeliana de Ciències i un popular científic d'espectacle radiofònic, així com un candidat de les eleccions presidencials israelianes que s'acostaven. El seu germà, Efràyim Qatsir, fou escollit President d'Israel l'any següent.
Tenint en compte que l'aeroport estigué alerta davant la possibilitat d'un atac palestí, l'ús d'activistes japonesos agafà per sorpresa a la seguretat de les instal·lacions. L'atac sovint s'ha descrit com una operació de suïcidi, però també s'ha definit com el resultat fallit d'una operació major no anunciada. Els tres perpetradors —Kōzō Okamoto, Tsuyoshi Okudaira i Yasuyuki Yasuda— foren entrenats a Baalbek, Líban. No obstant, la planificació real fou dirigida per Wadie Haddad (Abu Hani), cap del FPAP-OE, amb alguna aportació d'Okamoto. Com a conseqüència immediata, Der Spiegel especulà que l'origen del finançament provenia d'alguna part dels 5$ milions de dòlars del rescat pagat pel govern de la República Federal d'Alemanya a canvi dels ostatges del segrest del vol Lufthansa 649 de febrer de 1972.

## Atac
A les 22h els atacants arribaren a l'aeroport a bord d'un vol d'Air France, provinent de Roma. Vestits formalment i portant caixes esveltes de violí, atragueren poca atenció. En el moment d'entrada al vestíbul d'espera, obriren les caixes dels violins i tragueren rifles d'assalt txecs Vz. 58 amb les culates extretes. Començaren a disparar indiscriminadament al personal de l'aeroport i als passatgers que el transitaren, el qual inclogué un grup de pelegrins de Puerto Rico, i llançaren granades per tal de canviar els tambors de munició dels rifles. Accidentalment, Yasuda morí d'un tret disparat per un dels atacants, i Okudaira es desplaçà de l'edifici d'aeroport a la pista d'aterratge, disparant als passatgers que desembarcaren d'un vol d'El Al abans de morir per culpa d'una de les seves granades, ja fos per explosió prematura accidental o com a suïcidi. En tercer lloc, Okamoto fou disparat per agents de seguretat, placat a terra per un treballador d'El Al, i arrestat mentre intentà abandonar la terminal a peu. La responsabilitat de l'assassinat de totes les víctimes encara resta en disputa, mentre algunes ho foren clarament per l'acció dels activistes armats, d'altres pot ser que ho fossin pel foc creuat entre activistes i agents de seguretat de l'aeroport.

## Víctimes
Un total de 26 persones foren assassinades durant l'atac:

### Ciutadans porto-riquenys (EUA)
- Reverend Angel Berganzo
- Carmelo Calderón Molina
- Carmela Cintrón
- Carmen E. Crespo
- Vírgen Flores
- Esther González
- Blanca González de Pérez
- Carmen Guzmán
- Eugenia López
- Enrique Martínez Rivera
- Vasthy Zila Morales de Vega
- José M. Otero Adorno
- Antonio Pacheco
- Juan Padilla
- Antonio Rodríguez Morales
- Consorcia Rodríguez
- José A. Rodríguez

### Ciutadans israelians
- Yoshua Berkowitz
- Zvi Gutman
- Aharon Katzir
- Orania Luba
- Aviva Oslander
- Henia Ratner
- Shprinza Ringel
- Adam Tzamir

### Ciutadà canadenc
- Lonna Sabah

## Conseqüències
Inicialment, el públic japonès reaccionà amb incredulitat als primers informes que asseguraren que els perpetradors de la massacre eren japonesos fins que, un oficial d'ambaixada japonès enviat a l'hospital confirmà que Okamoto era un nacional japonès. Okamoto digué al diplomàtic que no tenia res personal contra els israelians, però que ho hagué de fer perquè "era el meu deure com a soldat de la revolució". Okamoto fou jutjat per un tribunal militar israelià i condemnat a presó perpètua el juny de 1972. Durant el judici, activament soscavà la seva pròpia defensa, i en particular protestà per les peticions d'avaluació psiquiàtrica sol·licitades pel seu advocat, però aconseguí evitar la pena de mort al·legant ser culpable. Okamoto cumplí només 13 anys de la seva condemna de presó. Fou alliberat l'any 1985 amb més d'un miler d'altres presoners en un intercanvi per soldats israelians capturats. S'instal·là al Líban, a la Vall de la Bekaa. Fou arrestat l'any 1997 per falsificació de passaport i violació de visat, però al 2000 li fou concedit l'estat de refugiat polític al Líban. Avui dia, encara està en crida i cerca pel govern japonès. Quatre altres membres de l'ERJ foren arrestats i extradits al Japó.
Wadie Haddad, el principal organitzador de l'atac, fou assassinat pel Mossad a inicis de 1978.
El juny de 2006, el Projecte de Senat (PS) 1535, una iniciativa legislativa del senador de Puerto Rico José Garriga Picó, fou aprovat per unanimitat a les dues cambres de l'Assemblea Legislativa de Puerto Rico, fent cada 30 de maig el Dia de Record a la Massacre de Lod. El 2 d'agost de 2006, el governador de Puerto Rico, Aníbal Acevedo Vilá, signà la seva reconversió en llei, amb la denominació Llei 144. El propòsit del Dia de Record a la Massacre de Lod és la commemoració d'aquells esdeveniments, per a honorar tant als assassinats com als supervivents, i per a educar al poble porto-riqueny en contra el terrorisme. El 30 de maig de 2007, pel 35è aniversari de la massacre, l'esdeveniment fou oficialment rememoritzat a Puerto Rico.

### Judici contra Corea del Nord
L'any 2008, els vuit fills supervivents de Carmelo Calderón Molina, qui morí assassinat, així com Pablo Tirado, el fill de Pablo Tirado Ayala, qui fou ferit a l'atac, presentaren un plet davant del Tribunal de Districte dels Estats Units pel Districte de Puerto Rico. Demandaren al govern de Corea del Nord per haver proporcionat suport material al FPAP-OE i a l'ERJ, així com planejar l'atac. Els demandants reclamaren el dret a demandar el govern coreà segons l'Acte d'Immunitats de Sobiranies Estrangeres (Foreign Sovereign Immunities Act) de 1976. El 2 de desembre de 2009 el jutge Francisco Besosa inicià la vista preliminar per a examinar les proves. El govern nord-coreà no respongué al plet i no hi tingué cap representant. Les famílies de les víctimes foren representades per advocats del Centre de Dret d'Israel Shurat HaDin, incloent el seu fundador, Nitsana Darshan-Leitner.
El juliol de 2010, el tribunal dels EUA ordenà a Corea del Nord a pagar 378$ milions a les famílies víctimes com a indemnització per l'atac.